# 北極評議会

北極評議会
加盟国
オブサーバー参加国

北極評議会（ほっきょくひょうぎかい、英語: Arctic Council）は、1996年9月のオタワ宣言（Declaration on the Establishment of the Arctic Council）に基づき設立された、カナダ、デンマーク（グリーンランド、フェロー諸島を含む）、フィンランド、アイスランド、ノルウェー、ロシア、スウェーデン及びアメリカ合衆国の北極圏8カ国が参加する国際協議体である。略称はAC。ノルウェーのトロムソに常設事務局が設置されている。

## 概要
技術の進展や北極海における結氷域の縮小等による、北極域における経済活動や環境保護にかかる問題に関して国際的な協議及び協力を図るために設置された。
1989年設立の北極圏環境保護戦略（AEPS, Arctic Environmental Protection Strategy）を継承している。新規の加盟国は認められておらず、現8ヵ国で固定されている。議長国は加盟国から選出され、2年交代である。
正式な加盟国のほかに、常時参加者（PP, Permanent Participants）として北極圏諸国に居住する先住民団体6団体（アリュート国際協会・北極圏アサバスカ評議会・グイッチン国際評議会・イヌイット極域評議会・ロシア北方民族協会・サーミ評議会）が加わっている（北極評議会先住民族事務局も参照）。常時参加者は決定権は有さないが、その発言力は大きいと評されている。
また、北極地域以外の常任オブザーバー参加国として（フランス、ドイツ、ポーランド、スペイン、オランダ、英国、日本、中華人民共和国、インド、イタリア、大韓民国、シンガポール）の12ヵ国が参加している他、政府間・地域間・議員間組織9団体ならびにNGO11団体も常任オブザーバーとして加わっている。毎年の会議の際に参加申請を出して、その回限りのオブザーバーとなる非常任（アドホック）オブザーバー参加国（欧州連合、トルコ）もある。
2008年にカナダ、デンマーク（グリーンランドを含む）、ノルウェー、ロシア、アメリカ合衆国の5ヵ国だけで北極海会議が主催されたために、参加5ヵ国と、他の3ヵ国の間でやや緊張が高まっている。
日本は、上記のように2009年よりオブザーバー参加ではあるが、2013年3月19日に外務省が北極評議会も職掌とする北極担当大使の新設・任命を行う等、関与を深めている。

## 組織と行政

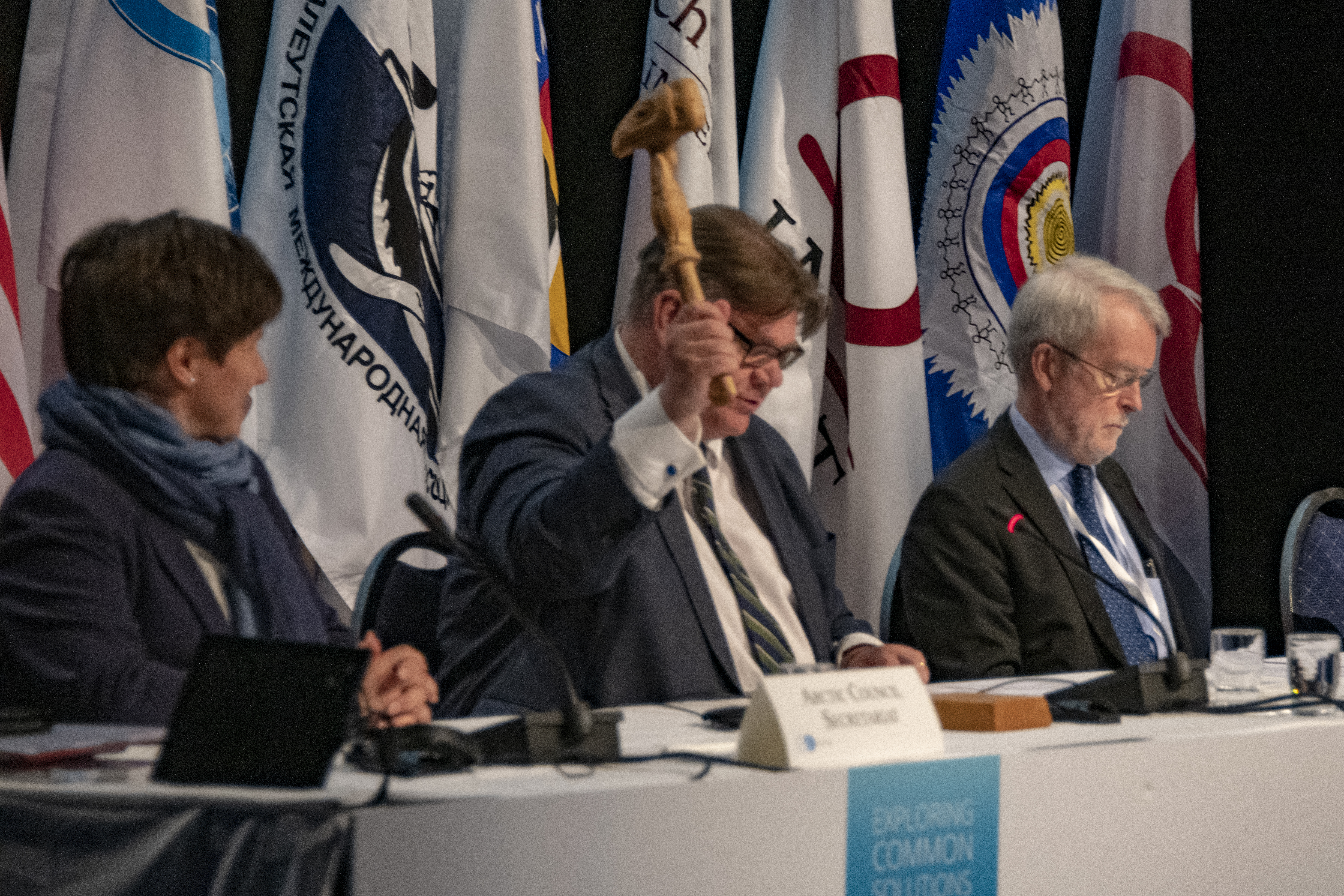
フィンランド外相ティモ・ソイニが2019年5月の閣僚会合議長を務めた。

### 会合
半年に1度、北極評議会は議長国のどこかで高級実務者会合（Senior Arctic Officials meeting）を開催する。この実務者らは加盟8ヵ国からの高級代表であり、時に大使でありながらスタッフレベルの調整を委託された外務省高官であることもある。常時参加6団体と公式オブザーバーの代表もまた参加する。
2年周期の終わりになると、議長は2年間の活動の集大成である閣僚級の会議を開催する。加盟8ヵ国の多くはそれぞれの外交や北極問題を扱う外相か環境相により代表されている。会議が開かれた街にちなんで名付けられた、正式ながらも拘束力のない「宣言」は評議会による過去の成果とその後の活動をまとめる。これらの宣言は気候変動、持続可能な開発、北極圏の監視と調査、残留性有機汚染物質およびその他の汚染物質、そして評議会のワーキンググループ5団体の活動についてなどに言及する。ノルウェーとデンマーク、スウェーデンの3ヵ国は各々の議長のために一連の共通の優先事項について合意した。2009〜2013年の事務所を共有することでも合意している。
ワーキンググループは海洋生態系全体に影響する海氷の喪失や氷河融解、ツンドラの解凍や食物連鎖における水銀の増加、そして海洋酸性化など北極の難題を文書化する。評議会の加盟国は北極圏を保護する行動指針に同意したが、ほとんどが実現したことがない。
歴代議長国と閣僚会合の開催都市
| 期間       | 都市             | 国           |
| ---------- | ---------------- | ------------ |
| 1996〜98   | イカルイト       | カナダ       |
| 1998〜2000 | バロー           | アメリカ     |
| 2000〜02   | イナリ           | フィンランド |
| 2002〜04   | レイキャヴィーク | アイスランド |
| 2004〜06   | サレハルド       | ロシア       |
| 2006〜09   | トロムソ         | ノルウェー   |
| 2009〜11   | ヌーク           | デンマーク   |
| 2011〜13   | キルナ           | スウェーデン |
| 2013〜15   | イカルイト       | カナダ       |
| 2015〜17   | フェアバンクス   | アメリカ     |
| 2017〜19   | ロヴァニエミ     | フィンランド |
| 2019〜21   | レイキャヴィーク | アイスランド |

### 事務局
持ち回りの各議長国は、北極評議会の行政面を扱う事務局を維持する責任を負い、半年毎の会合開催やウェブサイトの運営、レポートや文書の分配などを行なっている。ノルウェー極地研究所は2007年から2013年までの6年間事務局の役割を果たした。これは前述の合意によるもので、この臨時事務局には3人のスタッフがいた。2012年には、評議会はノルウェーのトロムソに常設事務局を設置する方針を示した。2021年8月より、カナダのマシュー・パーカーが事務局長を務めている。
これに加えて、北極評議会は以下の6つのワーキンググループと4つのプログラムおよび行動計画を通して活動している。

#### ワーキンググループ
- Arctic Monitoring and Assessment Programme[8] (AMAP)
- Conservation of Arctic Flora & Fauna[9] (CAFF)
- Emergency Prevention, Preparedness & Response[10] (EPPR)
- Protection of the Arctic Marine Environment（英語版）[11][12] (PAME)
- Sustainable Development Working Group[13] (SDWG)
- Arctic Contaminants Action Program (ACAP) [14]

#### プログラムと行動計画
- Arctic Biodiversity Assessment（英語版）[15]
- Circumpolar Biodiversity Monitoring Program (CBMP)（英語版）
- Arctic Climate Impact Assessment（英語版）
- Arctic Human Development Report

## 安全保障と地政学的課題
北極圏が加盟国やオブザーバーにとって特有の権益を持ち始めてから、北極評議会は時として安全保障および地政学的課題の只中にある。1996年に設立された際は、平和と安全の懸念は評議会の管轄外であった。しかし、北極圏の環境や評議会の加盟国における変化により地政学的諸問題と評議会の役割の関係性の再検討がなされた。
気候変動や北極圏の海氷融解のため、より多くのエネルギー資源と航路に今やアクセス出来るようになりつつある。北極圏内には石油やガス、鉱物などの多くの埋蔵量があり、こうした環境要因は加盟国間の領土問題を引き起こした。国際海洋法は、大陸棚が200海里を越えて広がっていることをその沿岸国が証明できれば、当該国にその（資源開発権を有する）排他的経済水域を広げることを認めている。各国は海岸線から最大限の距離でその経済水域を主張しており、グリーンランドとカナダの間に位置するいくつかの岩やハンス島とリンカーン海、米露の間にあるベーリング海とチュクチ海をめぐった論争がある。それに加えてある世論調査は、アメリカ人のわずか1割に比べて、カナダの回答者の半数がカナダはボーフォート海でのその完全な主権を主張しようとするべきだとした。北極圏を横断する新たな商用航路はもうひとつの対立要因となりうる。世論調査は、他国が北西航路を国際水路として認識している一方で、カナダ人はその航路を彼らの内部カナダの水路として認識していることを明らかにした。
常任オブザーバー数の増加は他の安全保障上の問題を生み出した。オブザーバーは北極圏への関心を示しており、中国はグリーンランドの天然資源を採掘したいという願望を明確に表明した。最終的に評議会加盟国の存在感を弱める可能性のある他の利益は何らかの手段で隠されている。軍事的インフラもまた考慮される点であり、アメリカを除いたカナダ、デンマーク、ノルウェー、そしてロシアの防衛責任は軍事的プレゼンスやインフラ建設により急速に高まっている。
しかし、加盟国間で起こりうる衝突にもかかわらず、評議会は安定性を促進すると主張する声もある。ノルウェー海軍のHaakon Bruun-Hanssen提督は北極圏について「おそらく世界で最も安定した地域である。」と述べた。関連法は充分に成立され守られていると言われており、加盟国は各国間の協力や良好な関係による北極圏の商用航路開発や研究などの分担費用が全ての国にとって有益だと考えている。
これらふたつの異なる観点から、北極評議会は平和と安全保障の問題を議題として含めることで、その役割を拡大すべきだと提案する者もいる。北欧諸国の3分の2の有権者が非核兵器地帯（としての北極）の諸問題にかなり協力的であることをある調査は実証している。ロシア人の8割以上は評議会が平和構築の課題を扱うことに賛成しており、彼らは評議会において安全保障上の課題を解決することは国際連合によるものよりも大幅に時間を短縮するだろうと考えている。しかし2014年6月現在、軍事安全保障問題は時として避けられている。科学調査と資源の保護・管理に重点を置くことが、地政学的および安全保障問題により希薄化または緊迫化しうる優先事項としてみなされている。
地球儀で簡単にわかるように、メルカトル図法で投影された世界地図は、実際にはロシア、米国、カナダなどの国々が北極海を隔てて地理的に隣接しているにもかかわらず、世界に対する大衆の認識を歪めている。地球温暖化により、北極海は2040年までに夏には完全に氷がなくなる可能性がある。そして、熱が怒りを引き起こすことは、心理学の常識である。北極の氷山が溶けるにつれて、北極での新たな「冷戦」は避けられないかもしれないと、オーストラリアに本部があり、米国、メキシコ、オランダ、ベルギーに支部を持つ経済平和研究所は警告している。スウェーデンなどの北極圏諸国を含む北極評議会のメンバーは、どちらの国も2022年の世界平和指数で世界ランキングを上げていないと述べた。